# 解州同善义仓
解州同善义仓位于中国山西省运城市盐湖区解州镇解州村。
2016年6月6日，解州同善义仓公布为第五批山西省文物保护单位，编号5-107。2019年10月7日，解州同善义仓公布为第八批全国重点文物保护单位，编号8-0256-3-059。